# 劉釗 (同治進士)
刘钊，直隶乐亭县人，清朝官員，同進士出身。

## 生平
同治十三年（1874年），登甲戌科三甲四十五名進士。官山东惠民县知县。